# Lacougotte-Cadoul
Lacougotte-Cadoul is een gemeente in het Franse departement Tarn (regio Occitanie) en telt 151 inwoners (2005). De plaats maakt deel uit van het arrondissement Castres.

## Geografie
De oppervlakte van Lacougotte-Cadoul bedraagt 8,9 km², de bevolkingsdichtheid is 17,0 inwoners per km².
De onderstaande kaart toont de ligging van Lacougotte-Cadoul met de belangrijkste infrastructuur en aangrenzende gemeenten.

## Demografie
Onderstaande figuur toont het verloop van het inwonertal (bron: INSEE-tellingen).
1. ↑  Populations de référence 2022.